# NGC 7436
NGC 7436 este o galaxie situată în constelația Pegas. A fost descoperită în 2 decembrie 1784 de către William Herschel. Se află la o distanță de 100,95 megaparseci de Pământ.